# AV (yacht)
Pour les articles homonymes, voir AV et Palladium (homonymie).
L'AV (pour Attessa V), anciennement Palladium  est un yacht à moteur de luxe construit par les chantiers Blohm & Voss à Lemwerder, en Allemagne.
Il fut la propriété de Mikhaïl Prokhorov, homme d’affaires et homme politique russe, actuel propriétaire de l'équipe de basket-ball des Nets de Brooklyn évoluant en NBA qui l'a revendu au financier américain  Dennis Washington (en), le navire changeant de nom au passage.
L'architecture navale a été conçue par Blohm + Voss Shipyards, tandis que l'extérieur et l'intérieur du yacht a été conçu par Michael Leach Design.
En 2013, le Palladium se classe trente-deuxième plus grand yacht privé du monde, avec une longueur de 95,15 mètres (312,01 pieds).

## Caractéristiques
La coque du Palladium est en acier, tandis que sa superstructure est en aluminium, d'une longueur de 95,15 mètres (312,01 pieds) de long pour une largeur de 16,22 m, d'un tirant d'eau de 4,40 m, le tout pour une jauge brute de 4 447 t.
Motorisé par 2 moteurs diesel MTU modèle 595 TE 701 d'une puissance totale de 9 200 ch  (6 600 kW), le yacht atteint une vitesse de croisière de 14 nœuds (25,9 km/h) avec une vitesse maximum de 19 nœuds (35,2 km/h) grâce à 2 hélices. Les 480 000 litres de son réservoir permettent au Palladium de naviguer sur 6 000 milles (11 100 km) à 14 nœuds avec une consommation moyenne de 1 800 litres par heure.
Le Palladium dispose d'un grand espace habitable, avec 6 suites composées d'une cabine pour les propriétaires, 1 cabine pour VIP et 6 cabines doubles pour accueillir les 16 passagers, le tout servi par 34 membres d'équipage. Il bénéficie des aménagements de yachts de luxe, à savoir de stabilisateurs d'ancrage, de connexions Wi-Fi à bord et de réception par satellite, d'une piscine et jacuzzi sur le pont arrière, de plusieurs annexes à moteur, d'une douzaine de motomarines et d’un bateau de wakesurf super air nautique 210.